# El Diamante, Martínez de la Torre
El Diamante är en ort i Mexiko.   Den ligger i kommunen Martínez de la Torre och delstaten Veracruz, i den sydöstra delen av landet, 230 km öster om huvudstaden Mexico City. El Diamante ligger 89 meter över havet och antalet invånare är 231.
Terrängen runt El Diamante är huvudsakligen platt, men söderut är den kuperad. Runt El Diamante är det ganska tätbefolkat, med 248 invånare per kvadratkilometer. Närmaste större samhälle är Martínez de la Torre, 1,7 km söder om El Diamante. Omgivningarna runt El Diamante är en mosaik av jordbruksmark och naturlig växtlighet.